# ラファエレ・カラーチェ

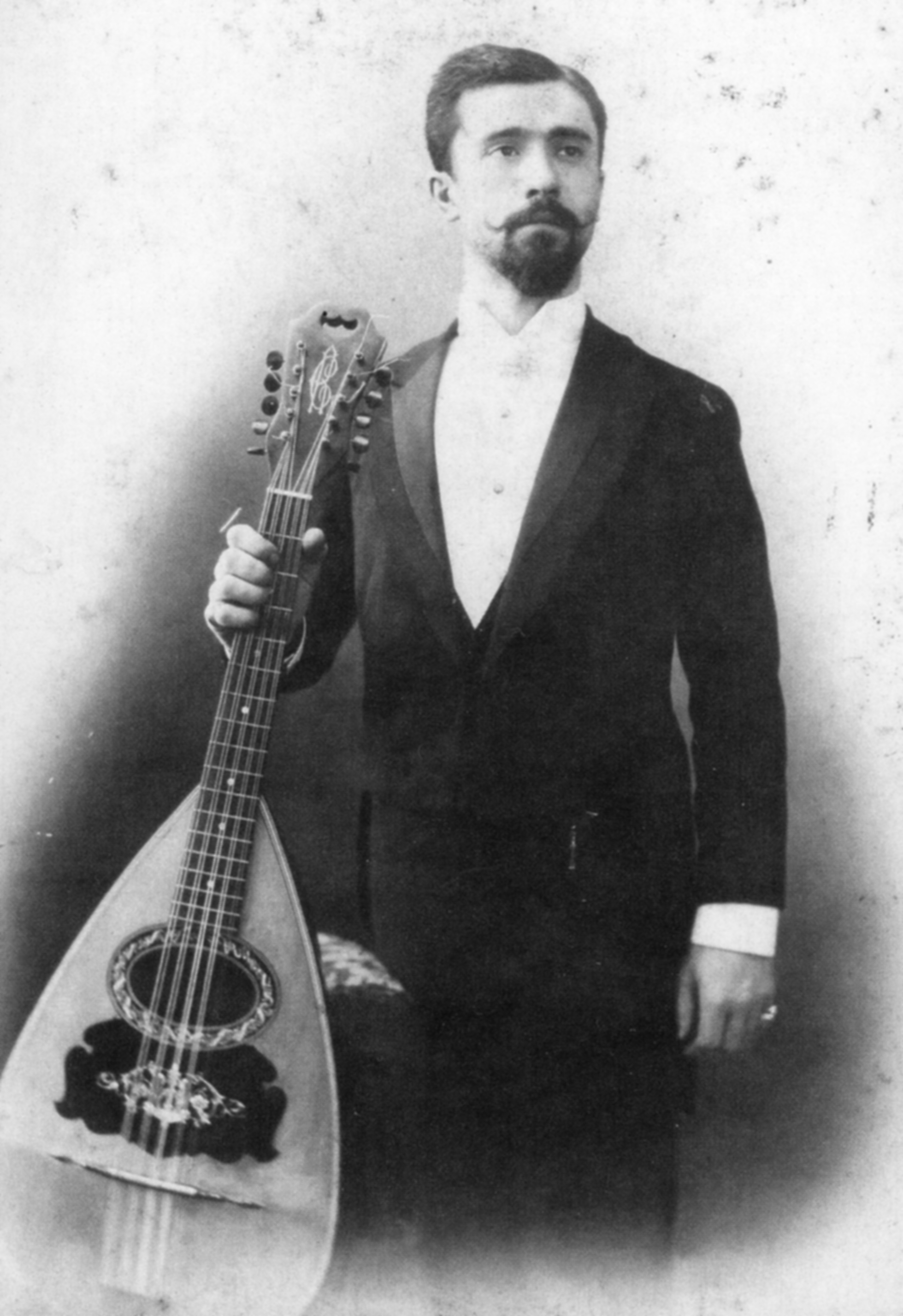

ラファエレ・カラーチェ（Raffaele Calace、1863年12月29日 - 1934年11月14日）は、イタリア発祥の弦楽器マンドリンのヴィルトゥオーゾ、作曲家、製作者。

## 演奏家として
楽器製作者アントニオ・カラーチェ（Antonio Calace、1828年 - 1876年）を父としてナポリに生まれる。早くから音楽家になるための訓練を受け、すぐにマンドリンの可能性を見出しマンドリン奏者となる。ナポリの王立音楽院でヴァイオリンと作曲を学び、後に作曲科を卒業したカラーチェは、音楽におけるマンドリンの地位を高め完全なものにしようと活動するようになる。そのために彼はナポリ型マンドリンとリュート・カンタービレを携えてヨーロッパや日本へ遠征し、数え切れないほど多くのコンサートを行った。このリュート・カンタービレは19世紀末にナポリの著名な弦楽器製作者の一族ヴィナッチャ家が考案したものだが、カラーチェ自身が改良を加えて完成させたといわれている。また、カラーチェはLP盤レコードの録音を3点遺しており、そこではマンドリンのヴィルトゥオーゾ、またリュート・カンタービレの比類なき奏者としての卓越した演奏を実際に聴くことが出来る。

## 作曲家として
カラーチェはおよそ200の楽曲を残した。マンドリンの無伴奏独奏曲をはじめ、ピアノやギターとの二重奏曲、マンドラ、ギターとの三重奏曲、「クワルテット・ロマンティコ・ア・プレットロ Quartetto romantico a plettro」と呼ばれる第1および第2マンドリン、マンドラ、ギターから編成される四重奏曲、マンドリンやリュート・カンタービレとピアノのための協奏曲等である。多くの作品はマンドリンのために書かれた作品の中でも最も技巧を要するものである。また1910年には教則本も出版している。18世紀のイタリアの著名なマンドリン奏者たちの奏法を綿密に分析し改良を加えたカラーチェの奏法論は高い賞賛を得ており、イタリアの伝統的なマンドリン奏法の発展が明白に分かるものとなっている。このようなカラーチェの奏法は、ローマ出身でブリュッセルに移住し活躍したシルヴィオ・ラニエーリ（1882年 - 1956年）や、イゼルニア出身で後にアメリカに活動の拠点を置いたヴィルトゥオーゾ、ジュゼッペ・ペッティネ（1874年 - 1966年）らのマンドリン奏法への橋渡し役と見做されている。

## 楽器製作者として
ラファエレと彼の兄、ニコラ・カラーチェ（Nicola Maria Calace、1859年 - 1924年）は共に、音楽家としての活動に加え、ナポリ型マンドリンの優れた楽器製作者としても知られていた。彼らは設計に改良を加え、現代のナポリ型マンドリンを完成させた。彼らが加えた改良点の中で特筆すべき点は、胴体部分を従来のものより大きくしたことと、指板を音口の上にまで長くしてマンドリンの音域を広げたことである。ニコラが1898年にアメリカに移住した後、ラファエレは娘のマリア（Maria Calace、1892年 - 1967年）、息子のジュゼッペ（Giuseppe Calace、1899年 - 1968年）とともに演奏活動および工房運営を続けた。特にマリアは父に劣らぬ優秀なマンドリン奏者であった。今日カラーチェ工房はラファエレの後を継いだジュゼッペの息子であるラファエレJr（Raffaele Calace jr.、1948年 -）により経営されている。

## 楽譜出版者として
1902年に楽譜出版事業を公に開始し、自作のマンドリン曲やカンツォーネの出版および音楽月刊誌の発行を行った。

## カラーチェと日本
1921年、皇太子裕仁親王のナポリ訪問の際、自作の楽器を献上した。1924年12月に来日し、翌年にかけて東京・京都・名古屋など各地で演奏会を開いた。その間、東伏見宮邸に招かれ演奏を披露した。1925年2月には勲三等瑞宝章が贈られた。

## 主な作品

### 無伴奏独奏曲
- 前奏曲第1番～第18番
- 大前奏曲
- シルヴィア
- コラール

### 伴奏付独奏曲
- マンドリン協奏曲第1番
- マンドリン協奏曲第2番[注釈 3]
- ナポリ風狂詩曲
- ポロネーズ
- ナポリのタランテラ
- ボレロ第1番、第2番
- 小人の踊り
- ベートーヴェンの「ソナチネ」の主題による変奏曲

### 合奏曲
- 東洋の印象
- ジェノヴァ序曲

### 教則本
- マンドリンのための教則本第1～6巻
- リュートのための教則本第1～4巻

## その他
1985年には、日比野俊道によって「カラーチェ・マンドリン・アルバム」（作品全集／全9巻）が出版された。